# Émetteur de Chissay
L'émetteur de Chissay est un site d'émission de radio modulation de fréquence et de télévision mis en service en 1969, exploité par TDF. Il est constitué d'un mât tubulaire haubané de 205 mètres. L'altitude du site est de 138 mètres ; ses coordonnées géographiques sont: 47°22' N, 1°07' E.
Cet émetteur se situe dans le département de Loir-et-Cher (41) dans l'arrondissement de Montrichard à la limite du département d'Indre-et-Loire (37).
Un second pylone autoportant de 213 mètres est en cours de construction à proximité du site actuel, mais étant la propriété de Towercast, sur la commune voisine de Souvigny de Touraine. Il vise manifestement à concurrencer le site de Chissay historique.
Identification ANFR: 3091297
Description du site : Pylône autostable / 213m / Towercast
Adresse : D 80 - Lieu-dit LA BERTINIÈRE
37530 SOUVIGNY DE TOURAINE
Coordonnées : 47.38833, 1.10639
Premières déclarations d'émetteurs:
Hauteur : 206 Mètres
| N° antenne | Orientations | Emetteurs             | Bandes de fréquences |
| ---------- | ------------ | --------------------- | -------------------- |
| 9726085    | 275°         | RDF DVB-T (Multiplex) | 470-694 MHz          |

## Radio
Les programmes suivants de Radio France y sont diffusés:
| Fréquence | Radio          | Puissance | RDS (PS) |
| --------- | -------------- | --------- | -------- |
| 92.2      | France Musique | 8 kW      | MUSIQUE_ |
| 97.8      | France Culture | 8 kW      | _CULTURE |
| 99.9      | France Inter   | 8 kW      | __INTER_ |
| 105.0     | Ici Touraine   | 8 kW      | ICI_TOUR |

## Télévision

### Télévision analogique
L'émetteur diffusait 6 programmes de télévision analogique :
| Chaîne          | Canal | Puissance (PAR) |
| --------------- | ----- | --------------- |
| TF1             | 65H   | 390 kW          |
| France 2        | 59H   | 390 kW          |
| France 3 Centre | 62H   | 390 kW          |
| France 5 / Arte | 57H   | 95 kW           |
| M6              | 54H   | 95 kW           |
| TV Tours        | 30H   | 20 kW           |

Canal+ n'était pas diffusé depuis ce site en analogique. Les tourangeaux pouvaient la recevoir via l'émetteur du Sanitas. Au niveau départemental, la réception de Canal+ était possible, via une antenne rateau VHF sur Le Mans-Mayet ou Bourges-Neuvy les deux Clochers.
La télévision analogique s'est arrêtée en région Centre le 18 octobre 2010 à minuit.

### Télévision numérique
Aujourd'hui, il diffuse les 6 multiplexes numériques de la TNT :
| Multiplex | LCN               | Chaînes                                                                    | Canal | Puissance (PAR) | Diffuseur |
| --------- | ----------------- | -------------------------------------------------------------------------- | ----- | --------------- | --------- |
| R1        | 2 3 4 16 37       | France 2 France 3 Centre-Val de Loire France 4 France Info Val de Loire TV | 42H   | 50 kW           | TDF       |
| R2        | 12 13 14 17 18 19 | Gulli BFM TV CNews CStar T18 Novo 19 (à partir du 1er septembre)           | 23H   | 42 kW           | TDF       |
| R4        | 5 6 7 9 22 26     | France 5 M6 Arte W9 6ter Paris Première                                    | 24H   | 50 kW           | TDF       |
| R6        | 1 8 10 11 15      | TF1 LCP TMC TFX LCI                                                        | 29H   | 50 kW           | TDF       |
| R7        | 20 21 23 24 25    | TF1 Séries Films L'Équipe RMC Story RMC Découverte Chérie 25               | 37H   | 50 kW           | TDF       |
| R9        | 52                | France 2 UHD                                                               | 32H   | 2 kW            | TDF       |

## Téléphonie mobileet autres transmissions
- L'émetteur de Chissay-en-Touraine dispose d'un relais 2G/3G et faisceau hertzien pour SFR.
- L'opérateur TDF, propriétaire du site, transmet et reçoit des données par faisceau hertzien[5].